# Hiteno
Hiteno este o localitate din comuna Bloke, Slovenia, cu o populație de 20 de locuitori.